# Radosna vijest (časopis)
Radosna vijest, hrvatski je katolički misijski časopis.

## Povijest
Misijski informativni list Radosna vijest počeo je izlaziti u Sarajevu na Svijećnicu 1972. godine. Nastavio je tradiciju misijskih listova Crkve u Hrvata koji su prestali izlaziti tijekom i nakon II. svjetskog rata (Crnče, Jeka iz Afrike i Katoličke misije). Odluku o pokretanju lista donijelo je Misijsko vijeće Biskupske konferencije Jugoslavije pri Misijskoj središnjici u Sarajevu na svom zasjedanju 13. siječnja 1972. godine. Od tada pa do današnjeg dana, s malom pauzom od rujna 2000. pa do rujna 2001. godine uključivo, nije prestao izlaziti i ostvarivati smisao svoga postojanja. Počeo je izlaziti prvo kao dvomjesečnik da bi kasnije prerastao u mjesečnik. Na prvom mjestu služio je misijskoj animaciji, ali i kontaktima brojnih prijatelja misija s hrvatskim misionarima i misionarkama.
Radosna vijest kroz cijelo vrijeme svoga izlaženja nije bila konkurencija nijednoj drugoj katoličkoj tiskovini. Nije zauzimala ničije mjesto i nije potiskivala nijednu tiskovinu. Samom činjenicom kako je to misijski informativni list svima odmah pojašnjava kako je njezino usmjerenje isključivo misijsko bilo u Domovini bilo na drugim kontinentima i u drugim zemljama. Bavi se misijskim temama i misijskim poslanjem Katoličke crkve na općem planu, ali i u našoj Domovini. Prvenstveno je željela biti sredstvo misijske informacije i formacije kao i sredstvo misijske animacije po našim biskupijama, župnim i redovničkim zajednicama u bivšoj državi, a u novim prilikama u dvije zemlje Bosni i Hercegovini te u Republici Hrvatskoj. Bila je i ostala listom povezanosti između hrvatskih misionara i misionarki diljem svijeta i brojnih prijatelja misija i misionara u našoj Domovini. Kroz cijelo vrijeme izlaženja Radosna vijest bila je misijski orijentirana. Osim redovitih uvodnika, koji su se bavili aktualnim misijskim temama kako na razni opće Crkve tako i Crkve u Hrvata, ona je obrađivala i druge misijske teme. Brojnim prijateljima misija prezentirana je povijest svih četiriju Papinskih misijskih djela kao i prvi i drugi aktualni Statut. Misijski dokumenti Svete Stolice bili su dobro zastupljeni. Svoje mjesto redovito su imale i godišnje skupštine i to na nacionalnoj razini u veljači jedna u Bosni i Hercegovini, a druga u Republici Hrvatskoj te opća u Rimu u prvoj polovini svibnja. Naši misionari i misionarke i njihov rad redovito su zauzimali središnje mjesto. Posebnu zainteresiranost imale su osobe ili ustanove iz misijskih područja koji su trebali biti dodatna potpora gradnje misijske svijesti i odgovornosti. Ali i aktivni prijatelji misija i misionara u Domovini dobivali su dio prostoru za što učinkovitiju misijsku animaciju i kao uzori drugima. Aktualne vijesti iz misijskih područja uzimane su iz raznih listova i agencija, zatim su prevođene i stavljane u list kako bi što bolje informirali misijsku javnost u našoj Domovini. Predstavljanje naših misionara i misionarki, dijecezanskih ravnatelja Papinskih misijskih djela kao i ljetni susreti misionara u našim nad/biskupijama također su nalazili svoje mjesto u Radosnoj vijesti.
Radosna vijest prvo je bio list Nacionalne uprave Papinskih misijskih djela bivše države kratko nazvanoj Misijska centrala u Sarajevu. Od pokretanja Radosne vijesti 1972. godine pa do odlaska u Zagreb krajem travnja 1992. godine, bez ikakvih financijskih obveza (stanarina, struja, voda i dr.), uredništvo kao dio Nacionalne uprave Papinskih misijskih djela bivše države bili su smješteni u ulici Kaptol 7 u Sarajevu u zgradi Prvostolnog kaptola vrhbosanskog.
Isto tako jedno kratko vrijeme za postojanja jedne Nacionalne uprave Papinskih misijskih bio je zajednički list za obje novonastale države Republiku Hrvatsku te Bosnu i Hercegovinu. Od početka izlaženja pa do kraja travnja 1992. godine izlazio je u Sarajevu. Zbog vojne blokade Sarajeva od početka svibnja 1992. godine ondašnja Nacionalna uprava Papinskih misijskih djela i uredništvo Radosne vijesti „privremeno“ su preseljeni u Zagreb. Vjerovalo se kako će ratne strahote brzo završiti kako će se ubrzo vratiti u Sarajevo. Međutim, rat je trajao nekoliko godina, ali razmišljanja najodgovornijih o povratku u Sarajevo išla su u pravcu ostanka u Zagrebu. Dolaskom u Zagreb Misijska centrala sa svojim listom Radosna vijest „dobiva“ privremene uredske prostorije u vraćenom dijelu zgrade Nadbiskupskoga dječačkog sjemeništa na Šalati u ulica Voćarska cesta 106. U tim prostorima i na toj adresi ostaje do novoga ustrojstva Nacionalnih uprava Papinskih misijskih djela na prostorima Republike Hrvatske i Bosne i Hercegovine do početka 2001. godine. Za korištenje istih prostora tijekom svoga boravka Misijska centrala za svojim listom plaćala je redovito stanarinu i sve drugo (struja, voda i dr.) ravnateljstvu Dječačkoga sjemeništa u Zagrebu.
Od jeseni 2001. godine Misijske središnjice u Sarajevu i Misijskog ureda u Zagrebu. Bio je to plod dogovora dvojice tada imenovanih nacionalnih ravnatelja Papinskih misijskih djela dviju novoutemeljenih nacionalnih uprava Papinskih misijskih djela Bosne i Hercegovine i Republike Hrvatske vlč. Tome Kneževića i vlč. Tome Petrića. Do utemeljenja dviju Nacionalnih uprava Papinskih misijskih djela Crkve u hrvatskom narodu Bosne i Hercegovine i Republike Hrvatske početkom 2001. godine misijski informativni list Radosna vijest bio je list Nacionalne uprave Papinskih misijskih djela bivše države kratko zvane Misijska centrala i jedini misijski list za spomenuto područje bivše države osim za područje ondašnje Republike Slovenije koja je imala svoju Nacionalnu upravu Papinskih misijskih djela i svoj misijski list Misjonska obzorja.

## Uredništvo
Najodgovornije osobe za ovaj misijskih list u tom vremenskom razdoblju bili su nacionalni ravnatelji Papinskih misijskih djela SFRJ: vrhbosanski nadbiskup mons. dr. Smiljan Čekada (1969. – 1972.), dr. Zvonimir Baotić (1974. – 1988.) i vlč. Stipo Miloš (1988. – 1995.).  U vremenu „privremenog“ udomljenja u Zagrebu pa do 2000. najodgovornije osobe za ovaj misijski list bio je nacionalni ravnatelj Papinskih misijskih djela Republike Hrvatske te Bosne i Hercegovine hvarsko-bračko-viški biskup i predsjednik Komisije za misije pri Hrvatskoj biskupskoj konferenciji mons. Slobodan Štambuk (1996. – 2000.) te voditelj Misijske centrale i odgovorni urednik Radosne vijesti vlč. Anto Burić. Trenutno kao plod dogovora dvojice nacionalnih ravnatelja Papinskih misijskih djela Republike Hrvatske i Bosne i Hercegovine, početkom srpnja 2001. godine, mr. Tome Petrića (2001. – 2006.) i mr. Tome Kneževića (2001. – 2011.) misijski list Radosna vijest zajednički je misijski list dviju novonastalih nacionalnih uprava Papinskih misijskih djela s istim pravima i istim obvezama. Jedan je glavni urednik, a drugi je zamjenik glavnog urednika. Oni naizmjence pišu i uvodnike. Ovakva plodna i učinkovita suradnja nastavljena je i dolaskom te imenovanjem novog nacionalnog ravnatelja Papinskih misijskih djela Republike Hrvatske dr. Milanom Špeharom (2006. – 2011.). 'Radosna vijest' priprema se u prostorijama Nacionalne uprave Papinskih misijskih djela Republike Hrvatske smještene u Prebendi Sv. Marte u Zagrebu, a tiska se u Zagrebu u tiskari Markulin. Svaka nacionalna uprava Papinskih misijskih djela za svoje područje samostalne šalje ovaj list i vodi brigu o naplati istog. Trenutno se tiska oko 3500 primjeraka.

## Vannjske poveznice
Mrežna mjesta
- Radosna vijest, na stranicama Papinskih misijskih djela u Hrvatskoj
- Misijski informativni list Radosna vijest (povijest), missio.ba